# Olivier Lemire
Olivier Lemire est un écrivain et voyageur français né le 15 juin 1959 à Rouen d’une mère suisse et d’un père normand.

## Biographie
Issu d’un parcours atypique, Olivier Lemire a commencé sa vie active à 20 ans comme vendeur de photocopieurs en porte-à-porte . À 30 ans, il devient consultant en agence de design. 10 ans plus tard, il prend en charge des trains de montagne touristiques pour Veolia. À 50 ans, il décide de devenir « correspondant géographique », métier qu’il s’est inventé. Celui-ci consiste à arpenter à pied la campagne française et à relater ce qui est vu, entendu, ressenti . Ses longs parcours à pied, souvent des milliers de kilomètres parcourus, lui valent d’être surnommé « celui qui marche » par les journalistes ,,. C’est également le titre de son premier livre. Les voyages d’Olivier Lemire font l’objet de livres et de chroniques dans la presse.

### Celui qui marche
Pour chaque voyage, Olivier Lemire choisit un itinéraire original qui a du sens philosophiquement ou métaphoriquement. Pour cela, il traque les toponymes de lieux-dits aux noms porteurs de sens. Ainsi, entre 2007 et 2008, il parcourt à pied 2 500 km entre 12 lieux-dits de la campagne française : « la Vie » (Creuse) et « la Mort » (Doubs), « la Haine » (frontière belge) et « l’Amour » (Allier), etc. Ce voyage fait l’objet de son premier livre Celui qui marche publié en décembre 2008. En 2009, il rejoint les seize « Bout du monde » français. D’avril à mai 2010, il repart pour 1 500 km de marche de « Plaisir », en région parisienne, au « Bonheur », dans les Cévennes, voyage qui a fait l’objet d’une série de six articles pour La Vie et constitue le sujet de L’Esprit du chemin son second livre publié en 2011. À l’été 2011, il réalise un tour de France à vélo des lieux-dits, qui fait l’objet d’une série de huit articles dans La Croix. En mai 2012, il se remet à la marche pour un voyage entre Vézelay et Assise en Italie. Ce voyage fait l’objet d’une chronique estivale dans La Croix .

## Œuvre
- 2008 : Celui qui marche, Le Cherche midi Éditeur
- 2011 : L’Esprit du chemin, Transboréal
- 2011 : Mercantour, l’esprit des lieux, Gilletta Nice-Matin